# Romain Febvre
Romain Febvre (Epinal, 31 de dezembro de 1991) é um piloto de motocross francês, que compete no Campeonato Mundial de Motocross.

## Carreira
Romain Febvre começou em 2007 a pilotar profissionalmente, no campeonato francês de 125cc.

## Títulos
- Campeonato Mundial de Motocross: 2015